# براد لويسينغ
براد لويسينغ (بالألمانية: Brad Loesing)‏ مواليد 9 أكتوبر 1989 في سينسيناتي، هو لاعب كرة سلة أمريكي. بدأ مسيرته الاحترافية في سنة 2012. يلعب مع نيكار ريزن لودفيغسبورغ في الدوري الألماني لكرة السلة كلاعب هجوم خلفي. يحمل الرقم 35. يبلغ طوله 6 قدم 0 بوصة (1.8 م).

## روابط خارجية
- براد لويسينغ على موقع الدوري الأوروبي لكرة السلة (الإنجليزية)
- براد لويسينغ على موقع كرة السلة الأوروبية.كوم (الإنجليزية)
- براد لويسينغ على موقع كلية كرة السلة في سبورتس رفرنس.كوم (الإنجليزية)
- براد لويسينغ على موقع ريلجم (الإنجليزية)
- براد لويسينغ على موقع بروبوليرز (الإنجليزية)
- براد لويسينغ على موقع سبورتس رفرنس (الإنجليزية)